# Ours de Berlin
 (janvier 2020).
Le contenu est difficilement compréhensible vu les erreurs de traduction, qui sont peut-être dues à l'utilisation d'un logiciel de traduction automatique.

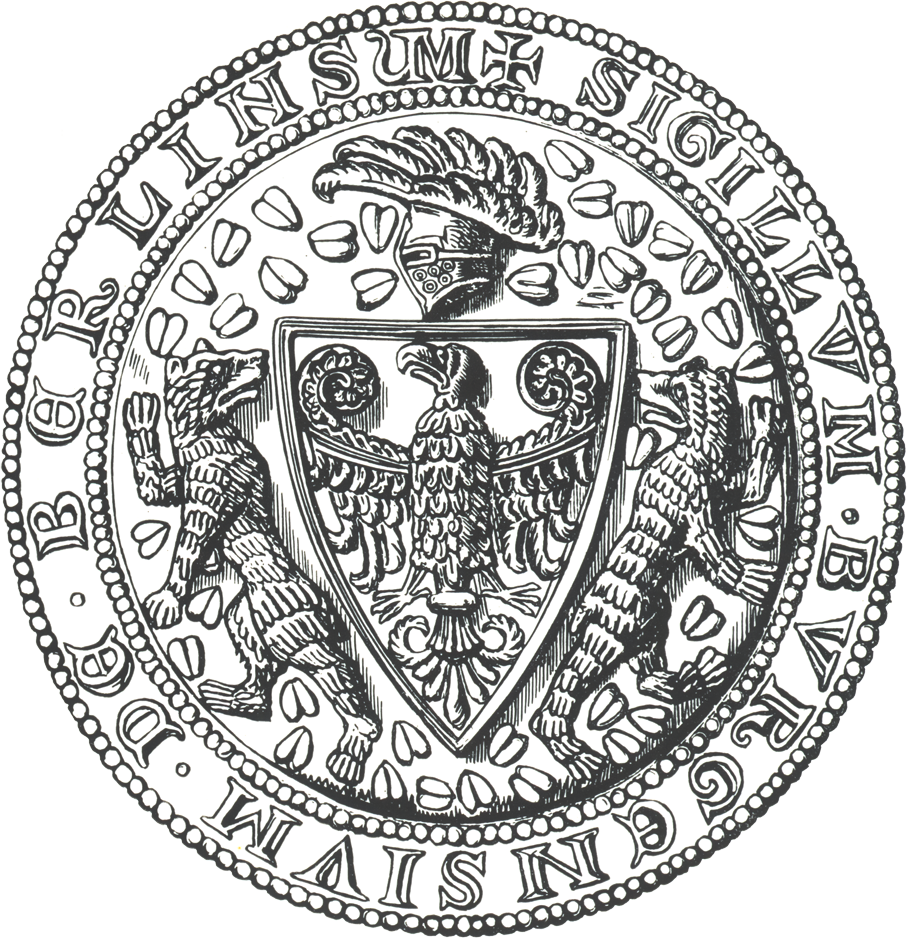
Deuxième plus ancien sceau de Berlin de 1280

L'ours est l'emblème de Berlin depuis 1280 environ, et orne aujourd'hui les armoiries de Berlin.

## Histoire
Selon certaines hypothèses, l'animal héraldique de Berlin, l'ours, peut être retracé jusqu'à Albert Ier dit l'Ours, conquérant et fondateur de la marche de Brandebourg. Cependant, cette théorie ne peut pas expliquer le suffixe diminutif moyen-haut allemand -lein / -lin dans le nom de la ville, qui signifiait « petit ours ». Il est certain que l'ours de Berlin est apparu dans le sceau ou les armoiries en continu depuis 1280. L'opinion dominante dans la recherche suppose que le nom du lieu a une origine slave, à savoir le mot slave berl (marais). Le nom de la ville devient « Bärlein », et est interprété graphiquement par un ours. 
Le premier sceau vérifié avec des ours date du 22 mars 1280. Il se trouve sur une lettre de la guilde des fourreurs de Berlin et montre deux ours en armure comme porte-boucliers, qui sont éloignés l'un de l'autre avec une patte levée et pourtant regardent en arrière. Le sceau porte l'inscription « Sigillum burgensium de berlin sum » (« Je suis le sceau des citoyens de Berlin »). La patte levée ici devrait déjà symboliser l'indépendance de Berlin. Cependant, l'aigle de Brandebourg domine toujours l'ours en position centrale. Chaque année, le 22 mars, la journée de l'ours de Berlin est célébrée à Berlin.
Le règne de l'aigle de Brandebourg ou sa coexistence s'est poursuivi jusqu'au XIXe siècle. Un sceau de 1338 avec l'inscription « S [igillum] Sekretum Civitatis Berlin » (« Sceau secret de la ville de Berlin ») montre l'ours berlinois apprivoisé par un collier avec un bouclier d'aigle, un autre de 1460 le montre avec un aigle debout. Cette dernière variante du sceau représente la soumission de Berlin en 1447/1448 par Frédéric II de Brandebourg. Ce sceau a été utilisé jusque vers 1700 avec l'inscription « sigillum civitats antiqui berlin » (« le sceau de la vieille ville de Berlin »).
Lorsque la ville de résidence de Berlin a été fondée le 17 janvier 1709, l'ours était représenté comme un ours apprivoisé avec un collier sous la domination des aigles de Prusse et de Brandebourg. En 1839, l'ours encore apprivoisé l'emportait sur les aigles et en 1875, les armoiries de Berlin montraient déjà un ours sauvage avec une fourrure hirsute et sans collier.
Après la fusion dans le Grand Berlin en 1920, l'ours berlinois est devenu le seul animal héraldique en 1935. Depuis lors, il est montré debout et armé de griffes.

## Le Bärenzwinger

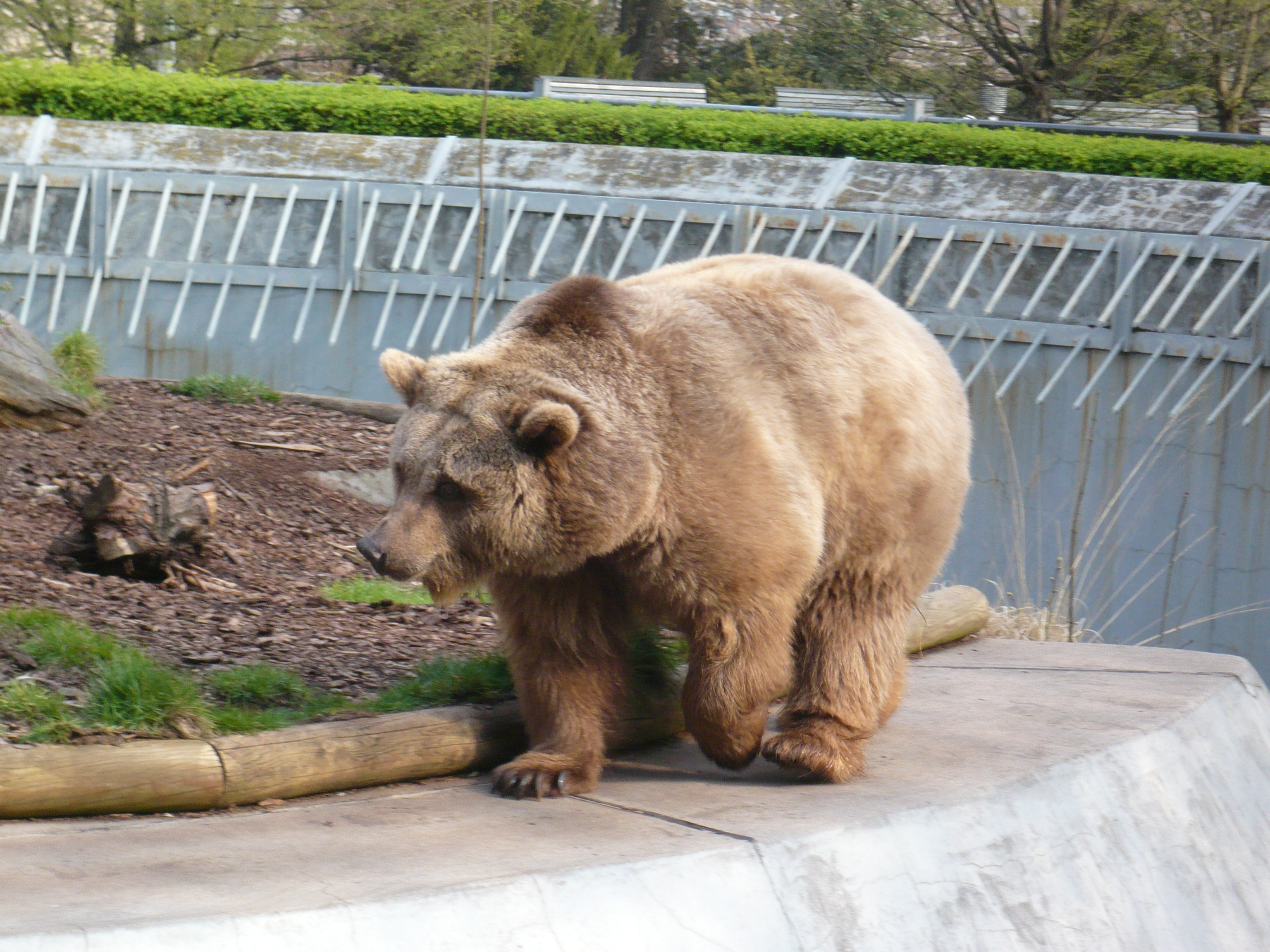
Un « ours de Berlin » dans son chenil, avril 2009

Quatre ours ont été remis au musée Märkisches de Berlin-Mitte le 17 août 1939 pour symboliser la ville, où ils vivaient dans un chenil à ours dans le parc Köllnischer voisin. L'endroit sur la Spree a été choisi en raison de sa proximité avec la Fischerinsel et le Nikolaiviertel, qui sont considérés comme le berceau de la ville jumelle de Berlin-Cölln. Les ours étaient hébergés dans un chenil, auparavant un bâtiment de nettoyage des rues par Ludwig Hoffmann, qui se compose d'un bâtiment en brique chauffable et offre un parcours sur deux côtés. Un fossé a été creusé autour de l'installation. L'accès à la maison est possible grâce à une entrée latérale, sur laquelle le sculpteur Ludwig Isenbeck y met les armoiries. Lors de l'inauguration en 1939, quatre ours ont emménagé dans le chenil: un ours donné par le B.Z. am Mittag, un du jardin zoologique de Berlin et deux de Berne. La liste des ours est la suivante :
- Urs (1939-1945) avec ses trois épouses Lotte, Jule et Vreni, où Urs et qui périrent sauf Lotte pendant la guerre. Lotte a été amenée au zoo de Berlin en 1945 et est décédée en 1971.
- Nante (1949-1979) et Jette ont été les premiers ours lorsque le chenil a rouvert le 29 novembre 1949 et est devenu mondialement connu. Pendant ce temps, Jette a donné naissance à 33 males. Nante est décédée en 1981 et Jette en 1984.
- Taps (1981–1990) et Schnute (1981–2015) en tant que successeurs de Nante et Jette ont eu leur premier enfant nommé Maxi (1986–2013), qui est resté dans le chenil avec la famille des ours jusqu'à leur mort[3]. En raison de l'arthrose sévère a finalement été mis à la moue en 2015 comme le dernier ours de la ville de Berlin[4].

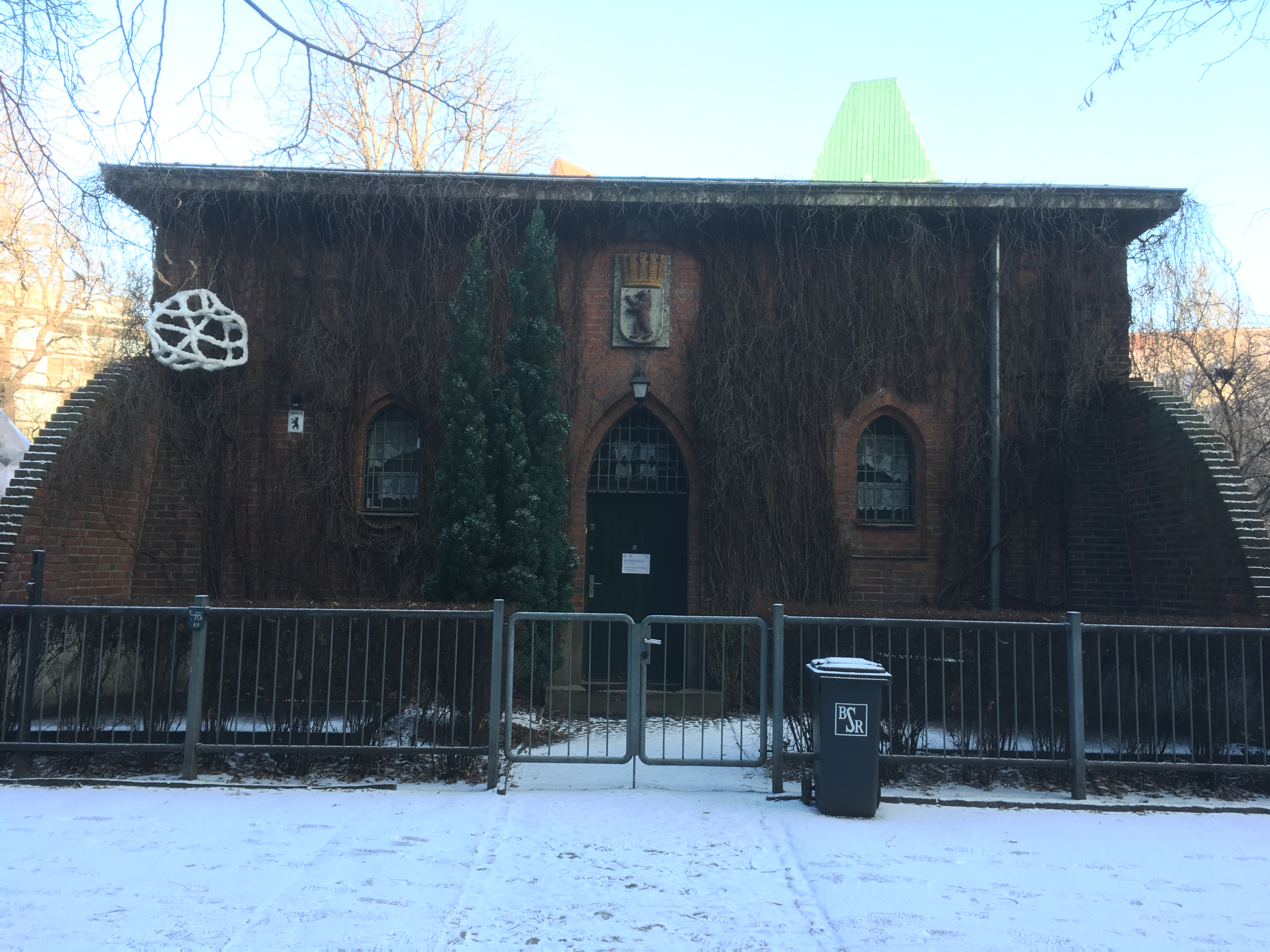
Entrée du chenil à ours désaffecté à Berlin.

- Tilo (1990-2007): après la mort de Taps en 1990, Tilo du zoo de Bischofswerda a tenu compagnie à Schnute et Maxi. En 1994, Schnute a donné naissance à trois oursons et Maxi deux. Cependant, le chenil à ours ne pouvant accueillir que trois ours, les cinq enfants ours de 1994 ont été remis: trois d'entre eux sont allés au zoo de Buenos Aires et deux à Carbaceno en Espagne. Tilo a dû être endormi en 2007 en raison d'une grave maladie.Entrée du chenil à ours désaffecté à Berlin.Ces dernières années, des critiques répétées ont été adressées aux conditions de logement dans le chenil, jugées inappropriées. Un déménagement a jusqu'à présent été refusé car les ours ne sont plus transportables en raison de leur âge. Après la mort de Maxi le 23 août 2013, le déménagement de sa mère Schnute a été à nouveau discuté[5],[6]. À la suite de l'endormissement de Schnute le 11 octobre 2015, le dernier ours de Berlin est décédé sans avoir été amené au préalable dans une enceinte suffisamment grande[7]. Le chenil est vide depuis lors.

## Illustrations et projets d'art
L'ours est un objet populaire pour les sculptures, les reliefs de maison, les girouettes, les décorations de fontaine et d'autres objets artistiques. La Berlinale décerne l'Ours d'or.
Des photos avec l'ours de Berlin peuvent être trouvées sur des bâtiments dans tout Berlin. Plus de 1 200 ours ont déjà été conçus dans le cadre du projet artistique Buddy Bear .
Un ours berlinois en céramique de clinker du sculpteur Ernst Gorsemann se tient dans les remparts de Brême depuis 1955.
Le 3 septembre 2003, la sculpture était un ours de Berlin à l'aéroport international de Kaboul ( Afghanistan ) sur la pierre tombale de la Bundeswehr unité de l' assistance à la sécurité de la Force internationale dévoilée (FIAS). Le grès rougeâtre d'une carrière bavaroise a été utilisé comme matériau. L'ours est à proximité immédiate d'un piédestal avec l'aigle turc.

## Galerie

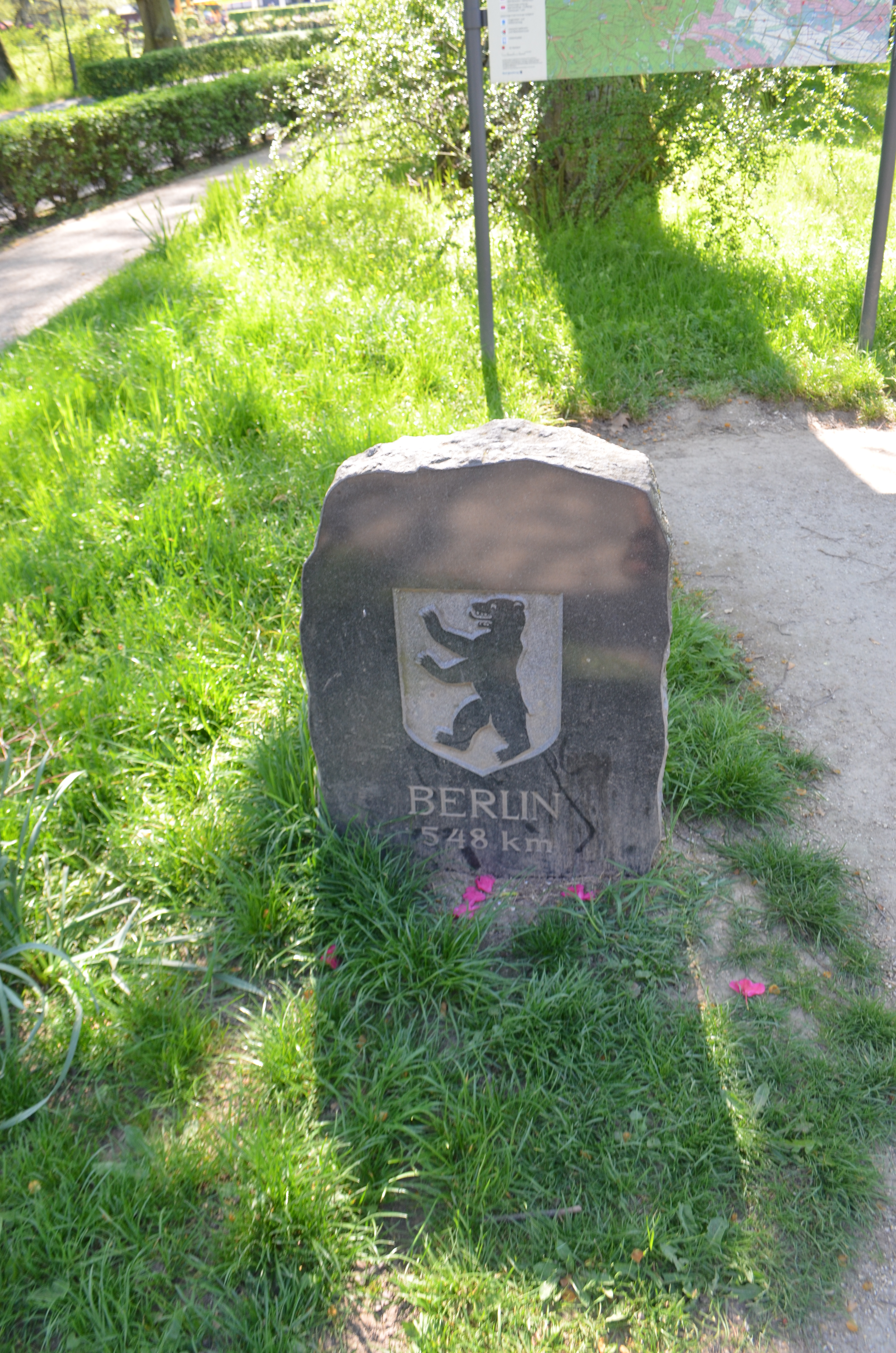
Stèle avec le blason
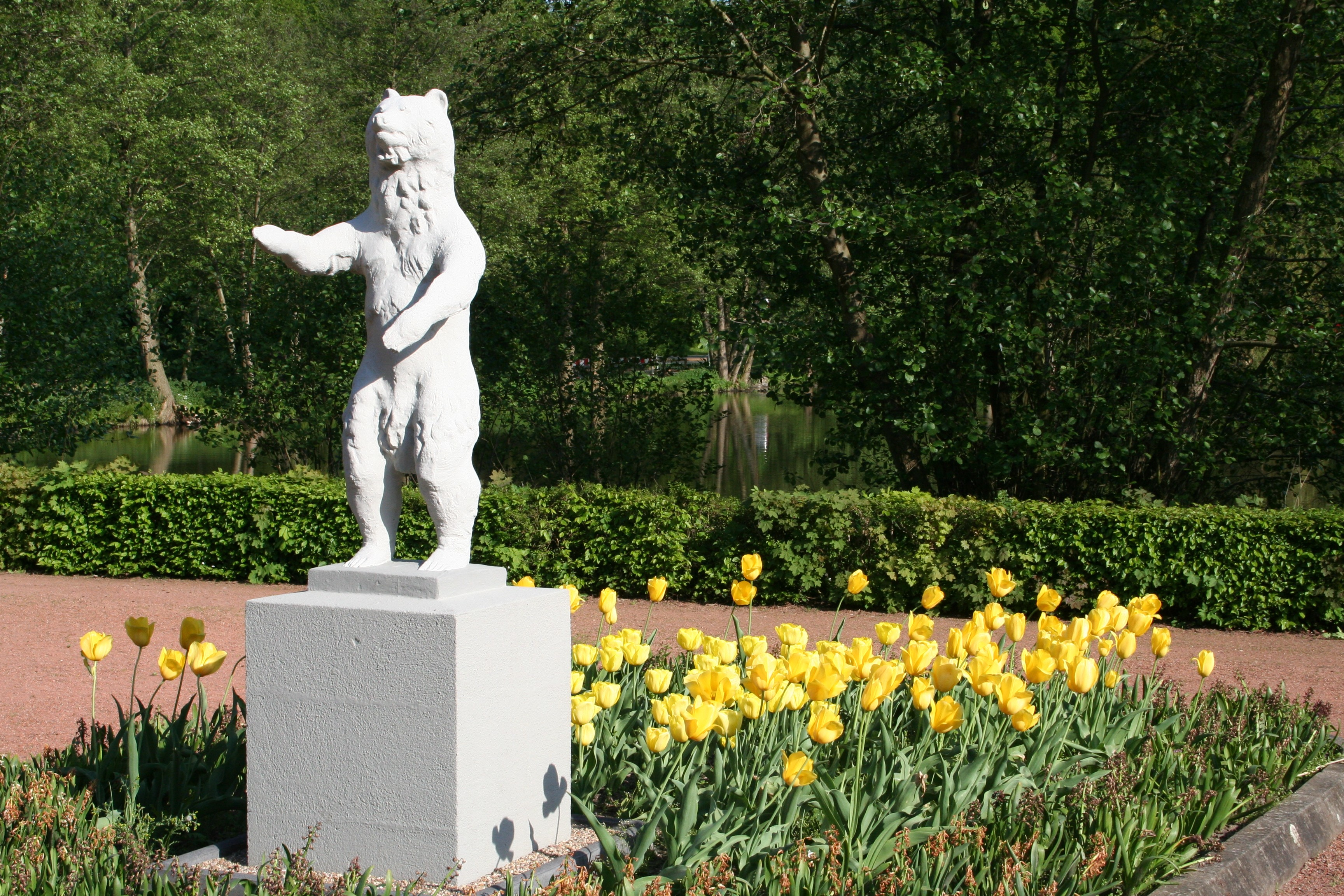
Statue de l'ours
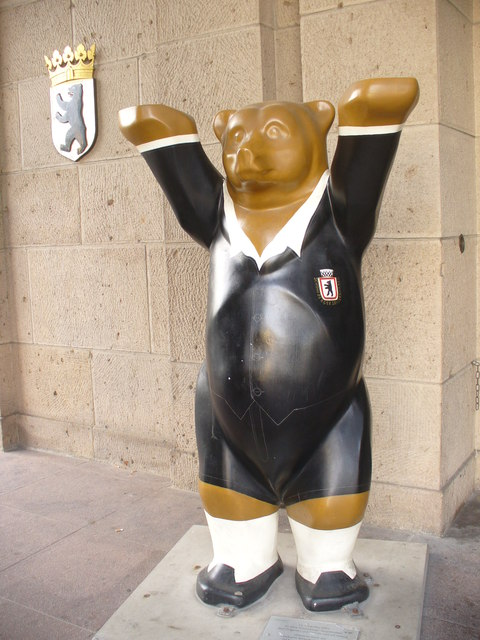
Un Buddy Bär

## Borne kilométrique
En 1954, la première borne kilométrique avec un ours est érigé sur l'autoroute entre Cologne et Francfort-sur-le-Main, et d'autres ont suivi.
Dans le bulletin trimestriel de l'Association des Amis de l'Ours de Berlin, en plus de nouvelles et d'anecdotes sur les ours vivant à Berlin, des rapports sur les événements marquants de Berlin et leur histoire sont en cours de publication, on trouve la liste des bornes.
Les emplacements des bornes sont continuellement mis à jour. Les images, les coordonnées de localisation et de brèves informations avec les coordonnées et l'historique de la liste figurent sur cette page d'informations. Depuis 2010, l'initiative de protection des monuments pour les Berlinois a identifié plus de 300 sites, dont un peu plus d'une douzaine étaient connus en 2010. Une demande de protection de ces bornes est demandé.

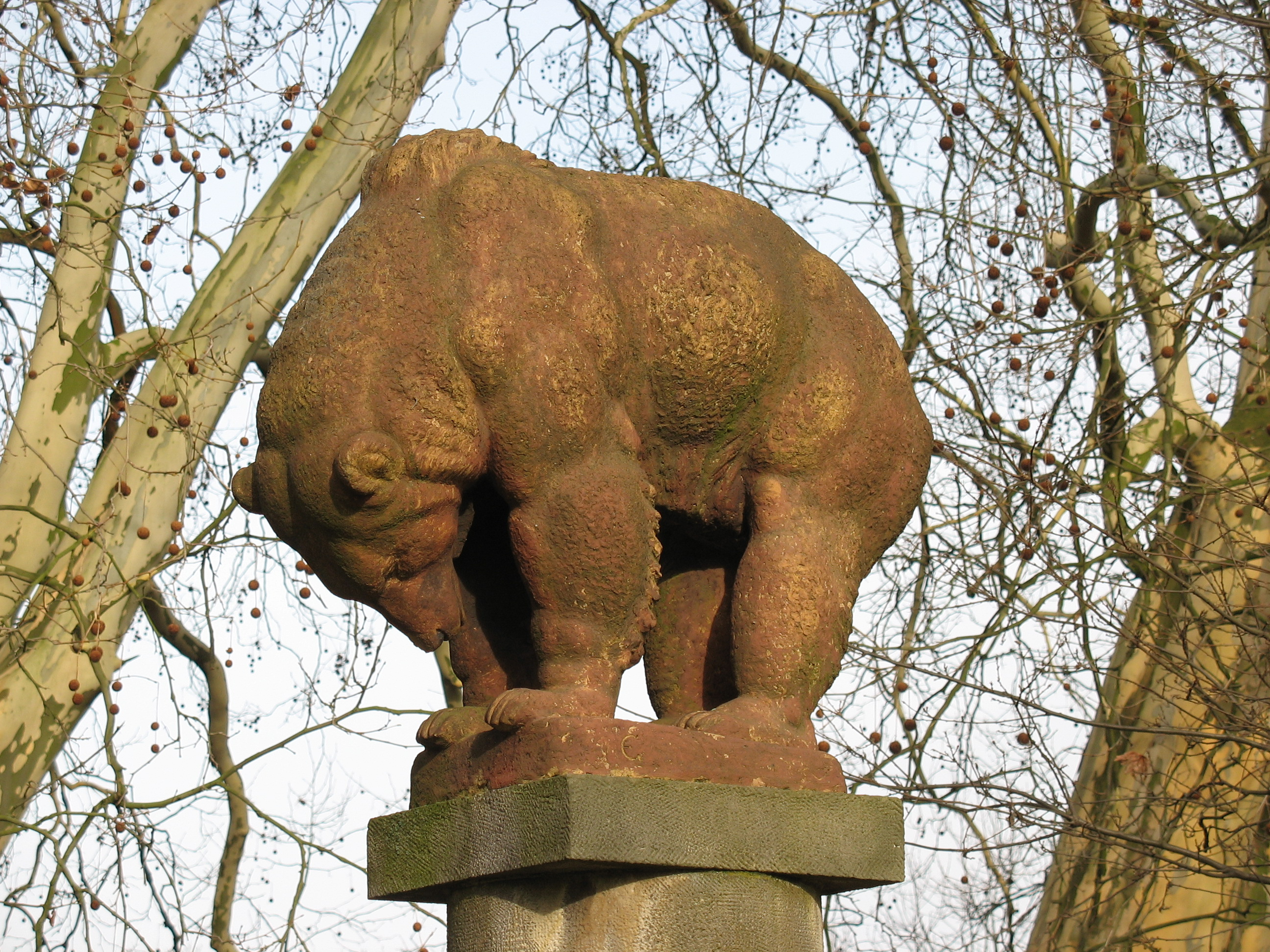
Ours de Berlin à Brême